# Pseudobaptria corydalaria
Pseudobaptria corydalaria är en fjärilsart som beskrevs av Ludwig Carl Friedrich Graeser 1888. Pseudobaptria corydalaria ingår i släktet Pseudobaptria och familjen mätare. Inga underarter finns listade i Catalogue of Life.